# 白山战役
白山戰役（德語：Schlacht am Weißen Berg），或称白山之战發生於1620年11月8日，是三十年戰爭初期的一場戰役，由安哈爾特公爵克里斯蒂安率領的21,000名波希米亞及傭兵部隊在布拉格附近的白山被神聖羅馬帝國皇帝費迪南二世陣營的23,000名聯軍部隊擊敗。聯軍由让·德·蒂利指揮的天主教联盟軍隊和夏爾·德·比夸指揮的帝國軍組成，這場戰役終結了三十年戰爭中波希米亞戰區的戰事。

## 背景
神聖羅馬帝國的馬提亞皇帝一直希望他的繼承人費迪南二世能夠繼承波希米亞和匈牙利的王位；費迪南二世在1617年成功被選為波希米亞王儲，並在馬提亞皇帝死後繼位。波希米亞境內的新教徒變得人心惶惶，因為信仰天主教的費迪南二世極有可能對新教徒不利；同時，由於費迪南二世又是神聖羅馬帝國皇帝，一直得到羅馬天主教會的支持，他將新教徒視作心腹之患，特別懼怕新教徒轉化天主教領主們的信仰。而此時他領土內的大部分居民都已經改信新教了，這些新教地區有自己的憲法和統治規則，成了帝國內的國中國。
隨著費迪南統治下的人民越來越多的信仰了新教，新教領地內的人民開始爭奪天主教會的土地；同時對費迪南的集權行為進行抵制。波希米亞成了第一個反抗天主教勢力的地區，爆發了著名的“布拉格拋窗事件”：波希米亞貴族要求神聖羅馬帝國保證過去費迪南前任給予波希米亞的宗教自由持續生效，結果爆發衝突，費迪南的大臣被扔出窗外，幸好落在一堆肥料上，這才撿回一條命；隨即波希米亞大起義爆發了。

## 战役经过
波希米亞的領主們組織了2萬人保衛他們的自由，而費迪南也隨即組織網羅了2萬5千名傭兵，由西屬佛蘭德教士、著名傭兵將領蒂利前去鎮壓，大軍直撲起義軍控制的波希米亞首都布拉格。波希米亞軍企圖在一座高地上設防抵抗帝國軍，而帝國軍並不為所動，繞過高地繼續向布拉格進軍。支持波希米亞的安哈爾特公爵克里斯蒂安則拼命強行軍，以便趕在帝國軍之前到達布拉格支援起義軍；錯過遭遇戰的波希米亞軍在布拉格近郊再次設防，但是士氣下降了不少。
帝國軍到達後，蒂利將部隊分為帝國軍和天主教聯盟兩部分；先是聯軍一方在沒有炮火掩護的情況下就發起了進攻，而安哈爾特公爵也派遣自己的兒子率領步騎部隊向前推進。騎兵衝入帝國步兵陣中，給帝國軍以很大殺傷；蒂利也放出自己的騎兵將波希米亞騎兵擊退。此時接敵的波希米亞步兵看到騎兵敗退了，不由得軍心動搖，在敵軍剛到射程內就匆匆發射然後就開始後退。天主教中的近400名哥薩克騎兵飛一般的衝上去包圍了波希米亞部隊，由於後者已經軍心動搖，各個部隊爭相逃命，有的甚至還沒接敵就跑了。隨著波軍不斷潰散，哥薩克和巴伐利亞（由巴伐利亞公爵馬克米利安二世指揮）的輕騎兵在後面一路追殺；波希米亞軍試圖在星宮（Star Palace）組織一道最後防線，但仍被蒂利的軍隊突破了。白山戰役的規模充其量只能算一次前哨戰，波希米亞軍完全不是訓練有素的帝國傭兵們的對手，不到一個小時被打得一敗塗地；超過4000名新教士兵被俘或陣亡，而帝國軍的損失不到800人。
潰逃的波希米亞人逃到布拉格，引起了一陣恐慌；一些起義領袖試圖組織防禦但根本得不到支援。新教徒自己選出來的國王──帕拉丁腓特烈一世倉皇而逃，連王冠都忘了拿，混在難民隊伍裡逃出了布拉格，帝國軍隨即在沒有任何抵抗的情況下進入了布拉格。
由於取得了對內戰爭的勝利，費迪南得以騰出精力處理國際問題。他的大臣們則堅定了要加強集權的信念，要求皇帝取消波希米亞的選舉自由以防止再出現叛亂。

## 后续
蒂利大軍開進布拉格，天主教徒們彈冠相慶，歡迎帝國軍的到來。47名新教領袖受到審判，其中27人在廣場上被處決，是日被新教徒稱作“血腥之日”；56名波希米亞貴族被流放，財產被剝奪。之後的三十年戰爭中波希米亞一直戰亂不斷，戰前的15萬座莊園，到1648年戰爭結束時只剩下5萬座了。不過，在西里西亞和摩拉維亞、斯拉夫等地區，直到1623年仍有新教義軍反抗帝國軍。
1621年，帝國皇帝發布敕令：所有加爾文教徒和非路德教新教徒必須在三日內離開帝國領土。次年又驅逐了路德教徒。1627年，布拉格大主教哈拉希為異教徒舉行轉信儀式，大部分波希米亞人都改信了天主教，但是仍有一小部分堅定的新教徒存在。與此同時，西班牙大肆進軍荷蘭和普法茲，德國和丹麥也捲入了戰爭，三十年戰爭徹底演變成全歐洲的國際大戰。